# 国頭ラジオ中継局
国頭ラジオ中継局（くにがみラジオちゅうけいきょく）は2001年4月1日に開局した沖縄県国頭郡国頭村字安田（あだ）にある琉球放送（RBCiラジオ）とラジオ沖縄（ROK）の中継局である。
本来、両局ともAMラジオ局だが、外国からの電波による混信を防ぐためFMに変換した上で放送を行っている。

## 概要
沖縄本島北部では夜間になると県外のAMラジオ放送が受信しやすい環境にあった一方、県内の民放AMラジオ局は外国（特に中国や朝鮮半島）からの電波に遮られ、受信が困難とされていた。
このためRBCは1995年、ROKは1998年にそれぞれ親局である那覇本局の出力を5kWから現在の10kWに引き上げ（ROKは同時に送信所と周波数も変更）、難聴取改善を図ったものの、送信所が何れも沖縄本島南部（RBCiは豊見城市、ROKは南城市）にあるため遠く、地域によっては全く出力増強の効果が無い所もあるため、2001年に沖縄米軍基地所在市町村に関する懇談会（島田懇談会）による関連事業（北部地域難視聴解消事業）の一環として、名護市にある名護ラジオ中継局と同時に設置され（NHK沖縄第1は先行開局のAM中継局がカバーしていた）、同中継局から更に遠く且つカバーしきれない国頭村東部（沖縄本島最北東部）をカバーするようになった。
本来はAMラジオであるため、AMでの中継局を設置すべきだが、前述の通りAMでは難聴取解消に繋がらないため、混信の影響を全く受けないFMでの中継局設置となった（後に設置されたFM補完中継局は両局ともステレオ放送を実施しているが、当中継局はモノラルである）。
| 周波数 （MHz） | 放送局名                    | 空中線 電力 | ERP  | 放送対象地域 | 放送区域 内世帯数 |
| -------------- | --------------------------- | ----------- | ---- | ------------ | ----------------- |
| 86.3           | ROK ラジオ沖縄              | 100W        | 330W | 沖縄県       | 約240世帯         |
| 88.8           | RBC 琉球放送 （RBCiラジオ） | 100W        | 330W | 沖縄県       | 約240世帯         |

## 放送エリア
- 国頭村の内、安田・安波・楚洲・奥の東海岸地域（主に沖縄県道70号国頭東線沿いの集落）で、これらの地域は西海岸（国道58号沿い）とは与那覇岳（沖縄本島最高峰・503m）などの山原の高い山があるため、西海岸をカバーする名護ラジオ中継局では受信が困難であるため同時に設置された。

## 歴史
- 2001年
  - 3月9日 - 予備免許交付
  - 3月29日 - 本免許交付
  - 4月1日 - 本放送開始